# ポモール

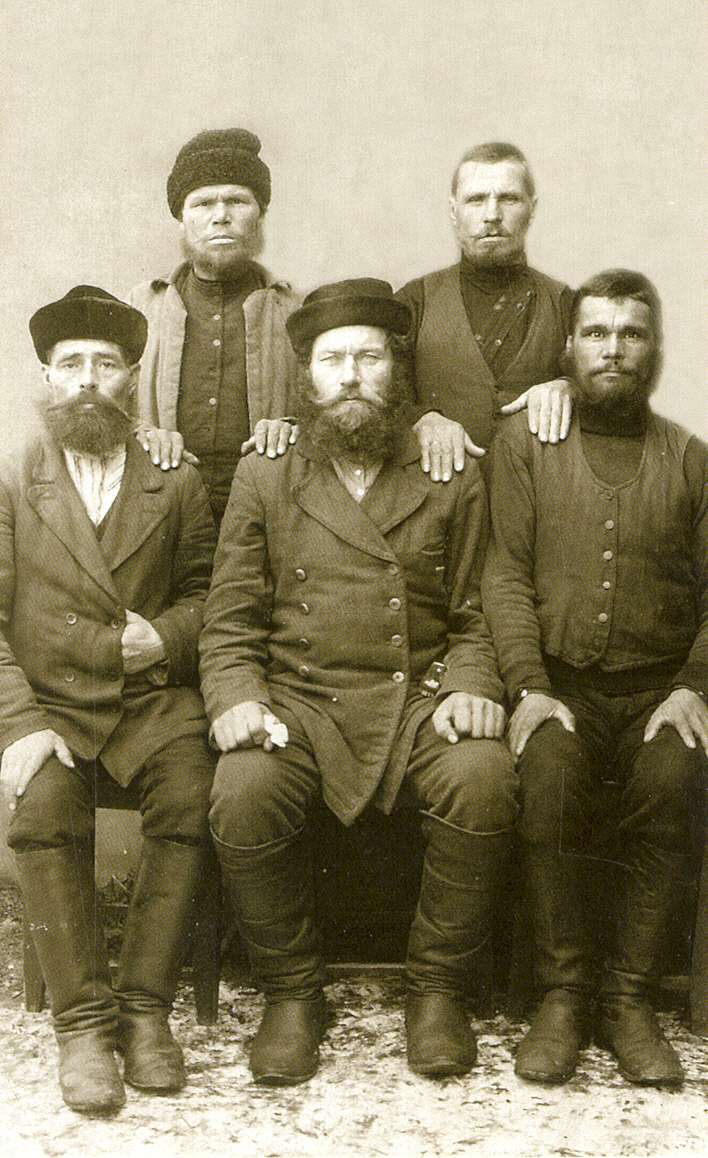
ポモール。革命前の写真。

アルハンゲリスクの南のシェクスナ川沿いに住むポモール女性。セルゲイ・プロクジン＝ゴルスキー撮影、1915年

ポモール（ポモールィ、ロシア語: помо́ры; Pomors, Pomory）は、ロシア北西部の白海沿いの地方に住むスラヴ系民族（東スラヴ系民族）集団の名で、12世紀以降に白海沿岸に移住したロシア人入植者がもとになっているとされる。サーミ人やコラ・ノルウェー人地域の東、ネネツ人地域の西に住む。その居住範囲の南限は白海流域とヴォルガ川流域の分水嶺に達する。
ポモールという名は、オネガの町とケミの町の間の白海沿岸のポモールスキー地方（「沿海」）から来ており、インド・ヨーロッパ語族由来の「море」（「海」）という語幹を有している。同様の語幹はポメラニアという地名にも見られる。ポモールの中でも有名な人物には、北極海探検家セミョン・デジニョフ、科学者ミハイル・ロモノーソフ、ストロガノフ家の始祖フョードル・リューキッチ・ストロガノフ、彫刻家フェドト・シュービンらがいる。

## 歴史

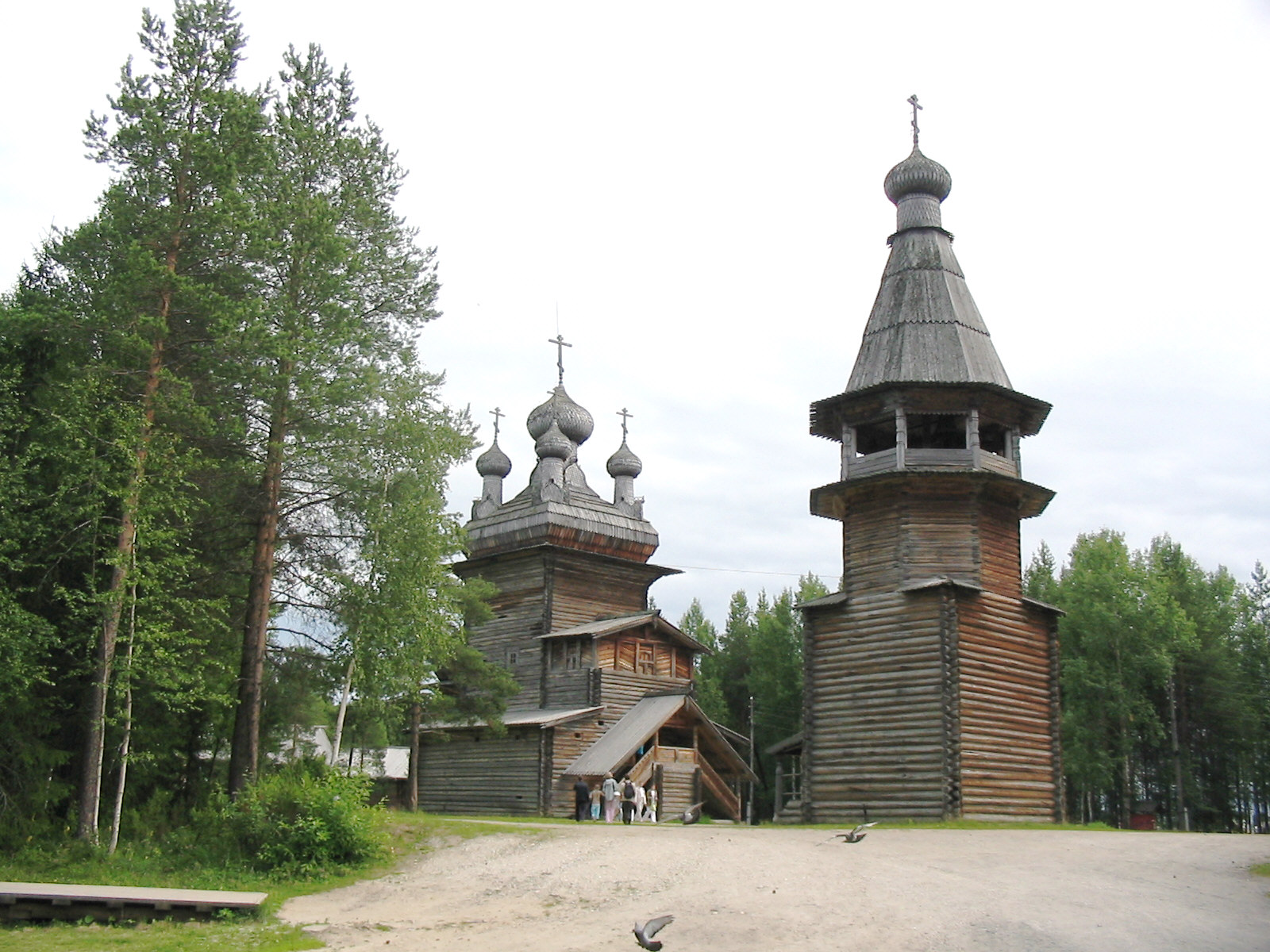
アルハンゲリスク近郊の17世紀のポモールの村

12世紀より、ノヴゴロド公国からの探検家が北ドヴィナ川やオネガ川の河口を経て、白海沿岸のビャルマランド（白海南岸にあるとノース人が記した地）に入植し、ポモールと呼ばれる集団を形成した。その中心都市はホルモゴルイであったが、16世紀末よりアルハンゲリスクが台頭する。入植者たちはコラ半島北岸のコラに設けた前哨から、海を越えてバレンツ海沿岸地方、スピッツベルゲン島、ノバヤゼムリャなどを探検した。ポモール人の地はノヴゴロド公国の植民地となっていたが、ノヴゴロドとモスクワの合併後はモスクワ大公国に併合された。
ポモールたちはアルハンゲリスクから東のシベリア北部へ向かう北極海航路を発見し、これを交易に使った。彼らは流氷の海を航海するためにコッチ（koch）という船を使い、ウラル山脈の東の地方にまで足を伸ばし、16世紀初頭にはヤマル半島東部のオビ湾沿いにマンガゼヤの港を開いた。学者の中には、17世紀初頭にシベリアのはるか東のインディギルカ川三角州に成立したルスコエ・ウスティエ（Russkoye Ustye）の村の創設者をポモールではないかと考える者もいる。16世紀には、マンガゼヤ・アルハンゲリスクからスカンジナビア半島北岸を経由し、イギリス（モスクワ会社）やオランダに至る海上貿易も盛んであり、ポモールはシベリア北部で手に入れた毛皮やセイウチの牙、マンモスの牙などを西欧に売り利益を上げていた。

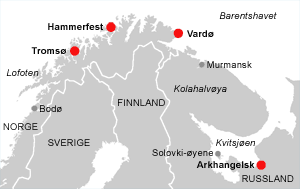
ポモール交易の行われた港

ポモールの伝統的な生活は漁業、海の哺乳類の狩猟、捕鯨など海に根ざしていた。ツンドラ地帯ではトナカイの飼育も行った。またノルウェー北部との間の海上交易であるポモール貿易でロシアの穀物とノルウェーの魚を取引しており、この交易はポモールの社会でもノルウェー北部の社会、とりわけロシア側のアルハンゲリスクとノルウェー側のヴァードー、ハンメルフェスト、トロムソの３都市で重要な位置を占めていた。1750年頃から1920年頃まではノルウェー北部地方の漁民とアルハンゲリスク地方の商人との間の交易が盛んだったため、ロシア語とノルウェー語のピジン言語であるルッセノルスクが使われていた。ポモール交易は19世紀には最盛期を迎えたが、ソビエト連邦成立により民間貿易が規制されると急速に衰退した。

## ポモールのアイデンティティ
ソビエト連邦の崩壊後、ポモールをロシア人の一部とみなすか、あるいはロシア北部の先住民の一つとみなすかで論争が起きている。ソビエトはポモールを独立した民族として承認するのを拒んだが、これに対し、ポモールはノヴゴロドからの入植者だけが祖先ではなくロシア人とは異なる存在で、東スラヴ人の中でも最も北に住む独自の民族であり、周囲のフィン・ウゴル語族との関わりで独自の文化や伝統を育み、ロシア人に吸収されずにアイデンティティを今日まで保ったという主張もある 。2002年の国勢調査では6,571人が自らをポモールであると答え、そのほとんど（6,295人）はアルハンゲリスク州に、ムルマンスク州に若干（127人）が住んでいた。2010年の国勢調査では3,113人（うちアルハンゲリスク州2,015人）が自らをポモールであると答えた。
ポモールには、ロシア正教の主流派教会（モスクワ総主教座教会）の信徒及び正教古儀式派の無司祭派の一派であるポモーリエ派の信徒が多い。ポモールとポモーリエ派の信徒を指すポモールツィはまったく別の概念である。
ロシアでは人口の少ない州の集約が進み、アルハンゲリスク・ムルマンスク両州とコミ共和国、ネネツ自治管区を合併する案もあるが、合併後の州の名に「ポモール州」も候補に挙がっている。

## 人種
基本的にコーカソイドであるが、ロシア人、ウクライナ人同様に、長い歴史で関わったサーミ人、ネネツ人および、テュルク系諸族との混血が進んで、現在に至る「ポモール」が構成された。